# Eleição para o Senado federal por Oregon em 2010
A eleição para o senado do estado americano do Oregon em 2010 aconteceu em 2 de novembro de 2010. O senador Ron Wyden foi reeleito com mais de 55% dos votos.